# ليوبولد غملين
ليوبولد غملين (بالألمانية: Leopold Gmelin)‏ (2 أغسطس 1788 – 13 أبريل 1853) كان عالم كيمياء ألماني، وشغل منصب أستاذ في جامعة هايدلبرغ وجامعات أخرى.
عمل على البروسايت الأحمر ,وابتكر اختبار غملين.